# Amien Rais

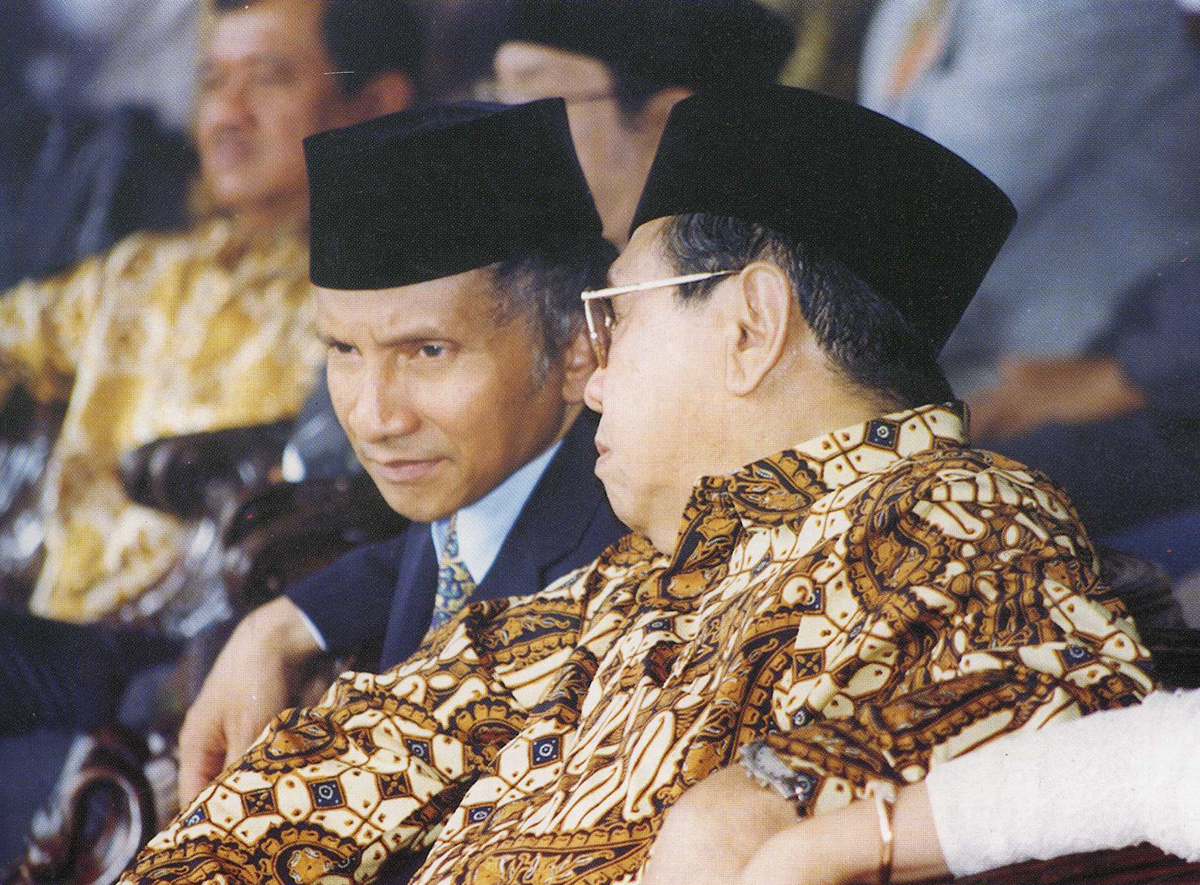
Amien Rais (links) en Abdurrahman Wahid (rechts)

Amien Rais (Solo, Midden-Java 26 april 1944) is een Indonesisch politicus. 
Hij studeerde aan de Universitas Gajah Mada (afgestudeerd 1968) en de IAIN Sunan Kalijaga (afgestudeerd 1969) in Jogjakarta. Hij behaalde zijn master aan de University Notre Dame in Indiana in 1974 en promoveerde in de politieke wetenschappen aan de Universiteit van Chicago in Illinois. Na zijn terugkeer in Indonesië werd hij docent op zijn oude universiteit, Gajah Mada in Jogjakarta.
Amien Rais bekleedde ook functies binnen de Muhammadiyah, de ICMI (Ikatan Cendekiawan Muslim se-Indonesia, "Indonesisch Genootschap van Moslimintelectuelen"), BPPT (Badan Pengkajian dan Penerapan Teknologi, "Organisatie voor Onderwijs en Toepassing van Technologie") en andere organisaties.
Hij was een van de kopstukken van de reformasi, die uiteindelijk leidde tot het aftreden van president Soeharto in 1998 en was de voorzitter van de PAN (Partai Amanat Nasional).
Ook was Amien Rais in de periode 1999-2004 de voorzitter van de MPR (Majelis Permusyawaratan Rakyat, het Indonesische parlement).